# Nova Santa Rita (Piauí)
Nova Santa Rita, amtlich portugiesisch Município de Nova Santa Rita, ist eine Gemeinde im Südosten des brasilianischen Bundesstaats Piauí. Die Bevölkerung wurde zum 1. Juli 2021 auf 4392 Einwohner geschätzt, die Santaritenser genannt werden und auf einer Gemeindefläche von rund 909,7 km² leben. Die Entfernung zur Hauptstadt Teresina beträgt 406 km.

## Geographie
Umliegende Gemeinden sind São João do Piauí, Bela Vista do Piauí, Pedro Laurentino und Campo Alegre do Fidalgo. Sie liegt auf 292 Meter über Meereshöhe. Das Biom ist Caatinga.

## Geschichte
Ursprünglich hieß der Ort Petrônio Portela. Durch das Staatsgesetz Nr. 4680 vom 26. Januar 1994 wurde der Ort durch Ausgliederung aus São João do Piauí ein selbständiges Munizip.

## Kommunalverwaltung
Bei der Kommunalwahl 2020 wurde Heli Marques de Carvalho von den Progressistas (PP) für die Amtszeit von 2021 bis 2024 zum Stadtpräfekten gewählt.
Die Legislative liegt bei einem Stadtrat (Câmara Municipal) aus neun gewählten Vertretern (vereadores).